# Hindoefobie
Hindoefobie is de discriminerende behandeling van hindoes of houding jegens het hindoeïsme die zich kunnen manifesteren als vooroordelen, angst of haat. 

## Inhoud
Wat hindoefobie in het Westen inhoudt en definieert staat ook onder discussie.
Jeffrey D. Long, een geleerde die zich bezig houdt met godsdienstwetenschap definieert hindoefobie als het volgende:
een irrationele afkeer van hindoes of het hindoeïsme .

## Vervolging

### Historisch
Hindoes zijn historisch gezien systematisch vervolgd in de vorm van religieuze vervolgingen, systematisch geweld, vernieling van tempels en gedwongen bekeringen dit begon met de komst van islamitische veroveraars zoals Muhammad ibn al-Qasim tot de tijd van het Delhi Sultanaat en de Mogols (voornamelijk onder Aurangzeb) waar hindoes samen met andere geloven gedwongen waren te bekeren of Jizya te betalen, dit ging niet zonder weerstand zoals door onder andere door de Maratha's en het Sikhrijk. 
Ook Europese kolonisatoren zoals de Portugezen tijdens hun heerschappij in Goa, die hindoes en andere gelovige dwong het katholicisme te aanvaarden door wetten in te voeren die het lastig maakte om hun geloof te beoefenen of de Britten die misbruik maakte van de verdeeldheid tussen hindoes en moslims.

### Moderne tijd

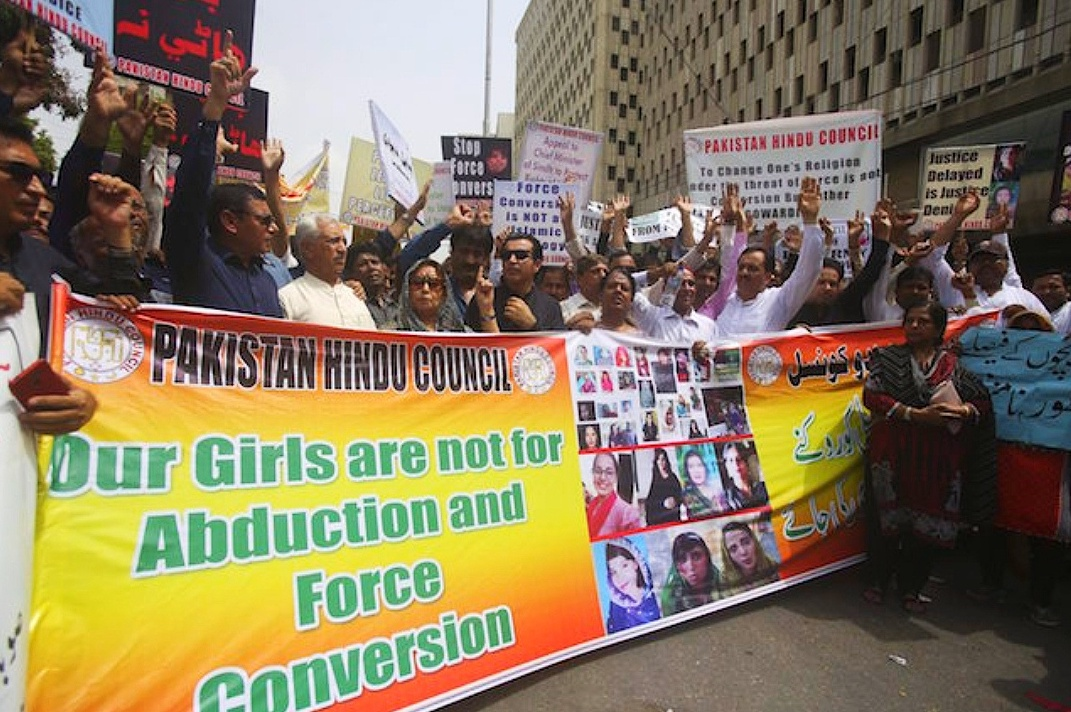
Protest tegen gedwongen bekeringen van Hindoe meisjes in Pakistan

Districten in Bangladesh getroffen door anti-hindoe geweld in 2013

In landen in Zuid-Azië zoals Afghanistan, Pakistan, Bangladesh, Bhutan en Sri Lanka hebben er verscheidene hindoe vervolgingen plaatsgevonden. In de jaren 90 werden Bhutanese hindoes etnisch gezuiverd door de toenmalige koning van Bhutan Jigme Singye Wangchuck, waarna grotendeels naar Nepal vluchtte.
in Bangladesh toen het nog Oost-Pakistan was werd er tijdens de bevrijdingsoorlog van 1971 een genocide gepleegd op de Bengaalse hindoe minderheid door Pakistaanse militairen met behulp van islamitische milities die bestond uit onder meer massamoord en verkrachting.
In Kasjmir, een betwist gebied dat al jarenlang geteisterd word door een conflict tussen India, Pakistan en China werd in 1990 de inheemse bevolking, de Kasjmiri pandits etnisch gezuiverd en gedwongen om de Kasjmirvallei te verlaten, omdat ze werden aangevallen door islamitische fundamentalisten en in Pakistan getrainde terroristen die zich van het wilde ontdoen.
In Sri Lanka werd er tijdens de burgeroorlog een genocide gepleegd op de Tamil Hindoe minderheid door de Singalees boeddhistische meerderheid. De Tamiltijgers streden tijdens deze oorlog voor een onafhankelijke staat.
Afghaanse Hindoes waren gedwongen om vanaf de heerschappij van de Taliban in Afghanistan samen met verschillende andere religieuze minoriteiten het land te ontvluchten om vervolgingen te voorkomen, ze vluchtte naar landen zoals Duitsland. Vanaf 2001 werden er ook wetten ingevoerd die hindoes en sikhs dwong in het openbaar gele badges te dragen om zichzelf te identificeren, terwijl de vrouwen werden gedwongen om een Hidjab te dragen. Deze Anti-Hindoe wet ontving internationaal veel kritiek en werd vergeleken met de naziwet die alle Joden verplichtte identificerende gele badges oftewel jodensterren te dragen.
In Pakistan zijn hindoes ook blootgesteld aan religieuze vervolgingen en discriminatie, dit zorgde ervoor dat er jaarlijks veel hindoes naar India toe vluchtten. Zo hebben vluchtelingen ook verteld over hun ervaringen en hoe Islamitische scholen hun geloof belachelijk maken, dat hindoemeisjes worden ontvoerd, seksueel misbruikt, verkracht en gedwongen worden bekeerd. Daarnaast worden ook Hindoefestiviteiten verboden en Hindoetempels het doelwit van aanvallen.
Na en voor de uitzetting van premier Sjeika Hasina in Bangladesh op 5 augustus 2024, vonden er verscheidenen rellen plaats met voortdurend geweld waarvan de Bengaalse hindoe minderheid het doelwit van was, zo werden er honderden huizen, bedrijven en tempels van de Bengaalse hindoe minderheid vernield en gevandaliseerd.

## Misidentificatie
Nadat islamofobie na de aanslagen op 11 september 2001 aanzienlijk toenam in veel Westerse landen, zijn er ook voorvallen voorgekomen waar Hindoes samen met Sikhs vanwege hun afkomst, huidskleur of uiterlijk, zoals het hebben van een baard, werden aangezien voor moslims en het slachtoffer werden van haatmisdrijven.

## Nederland
In 2018 werd in Den Haag een hindoetempel herhaaldelijk gevandaliseerd door dezelfde daders tijdens de ramadan. Dit zorgde ervoor dat een lokale motorclub een vreedzaam protest wilde gaan houden in de buurt van de vernielde tempel. Dit ging uiteindelijk niet door omdat meerdere raadsleden en partijen daar bezwaar tegen hadden waaronder raadslid Arnoud van Doorn, die beweerde dat het tot provocatie zou kunnen leiden met een mogelijke ernstige verstoring van de openbare orde.
In 2024 was er ook ontevredenheid binnen de hindoegemeenschap over de eenzijdige en negatieve berichtgeving in de Nederlandse media, waaronder de NOS omtrent de opening van de Ram Mandir (Ram-tempel) in Ayodhya, wat voor hindoes wereldwijd een historische gebeurtenis was.
In 2025 na de aanslag in Pahalgam, nam het aantal discriminerende opmerkingen op sociale medai aan het adres van hindoes significant toe. De Hindoe Raad Nederland heeft hier aandacht voor gevraagd in de media en in de politiek en een meldpunt hindoediscriminatie opgezet.

## Andere Landen

### Verenigd Koninkrijk
In 2022 vond er in het Verenigd Koninkrijk een reeks van religieuze en etnische spanningen tussen overwegend Britse hindoes en Britse moslims van Zuid-Aziatische afkomst plaats in Leicester. Dit veroorzaakte rellen, protesten en etnisch geweld tussen de twee bevolkingsgroepen waar vooral veel misinformatie aan vooraf ging.

### Maleisië
in de jaren 2000 ontstond er onrust binnen de Maleisische hindoegemeenschap vanwege de vernieling van meerdere hindoeïstische tempels waarvan de regering de rede gaf dat ze "lllegaal" waren gebouwd, later ontstond er nog meer onteveredenheid dit keer vanuit de kant van de moslimgemeenschap over de relocatie van een vernielde tempel in hun buurt. Ze protesteerden en een paar deelnemers namen een koeienkop mee die ze later ontheiligden. De demonstranten waren voornamelijk moslims die tegen de verplaatsing waren, omdat in de buurt van relocatie een moslimmeerderheid heerste. Ze marcheerde met de kop van een koe "stampten op de kop en spuugden erop voordat ze de locatie verlieten". De leiders van het protest werden ook opgenomen terwijl ze zeiden dat er bloed zou vloeien als er een tempel zou worden gebouwd.